# Болоніха
Болоні́ха (рос. Болониха, марій. Болониха) — присілок у складі Гірськомарійського району Марій Ел, Росія. Входить до складу Червоноволзького сільського поселення.

## Населення
Населення — 29 осіб (2010; 56 у 2002).
Національний склад (станом на 2002 рік):
- росіяни — 93 %